# Лютеранська церква Азанія-Фронт
Лютера́нська це́рква Аза́нія-Фронт (англ. Azania Front Lutheran Church, суах. Kanisa Kuu la Azania Front) — лютеранська церква в столиці Танзанії місті Дар-ес-Саламі, кафедральний собор місцевої діоцезії; одна з найвідоміших і найвизначніших  пам'яток та туристичних атракцій міста. 
Культова споруда розташована в середмісті, неподалік Індійського океану, звідки відкривається гавань. Храм був зведений німецькими місіонерами в 1898 році, в тогочасному баварському стилі, з червоною черепицею, плитками з черепицею над вікнами та яскравими білими стінами. Проект створив місцевий управитель з будівництва Фрідріх Ґурлітт (Friedrich Gurlitt).